# Montanhas Guendassar
As montanhas Guendassar (em armênio: Գնդասարի լեռներ; romaniz.: Gndasari leṙner) são uma cadeia de montanhas da província de Guelarcunique. Forma a parte ocidental das montanhas Vardenis, que, começando no pico Guendassar (altitude de 2 947 metros), se estendem até a extremidade oriental de Vaiose Zor, com um comprimento de 30 quilômetros. As encostas orientais são íngremes. Estepes de prados alpinos se espalham nas encostas.